# Saviletrappe
Die Saviletrappe (Lophotis savilei) ist eine wenig erforschte Vogelart aus der Familie der Trappen. Sie wurde zeitweise als Unterart der Rotschopftrappe (Lophotis ruficrista) betrachtet. Manche Taxonomen stellen sie in die Gattung Eupodotis.

## Merkmale
Die Saviletrappe erreicht eine Größe von 42 Zentimetern. Über das Gewicht liegen keine Informationen vor. Sie ist kleiner als die Oustalettrappe (Lophotis gindiana) und die Rotschopftrappe. Der Kopf ist weniger grau gefärbt als bei der Rotschopftrappe. Die Kehle ist schwärzer und die Brust ist weniger weiß gefärbt als bei der Oustalettrappe. Die Oberseite ist mehr rötlich-sandfarben und die lohfarbenen V-Markierungen der Rotschopftrappe sind bei der Saviletrappe nahezu nicht vorhanden. Kopf und Hals des Weibchens weisen einen zimtfarbenen Anflug auf.

## Vorkommen

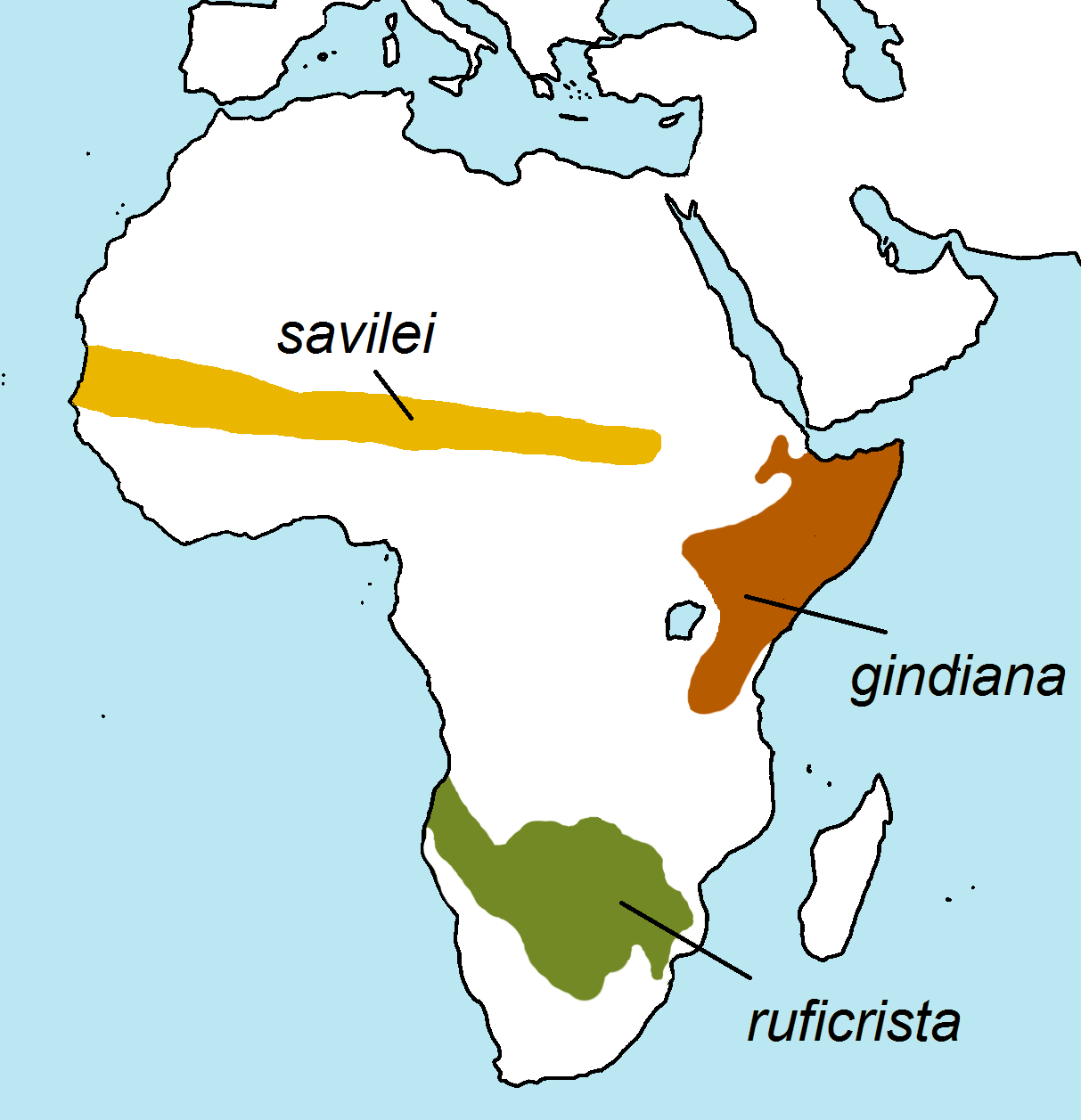
Verbreitungsgebiete der drei Lophotis-Arten
Saviletrappe (L. savilei)
Rotschopftrappe (L. ruficrista)
Oustalettrappe (L. gindiana)

Das Verbreitungsgebiet der Saviletrappe erstreckt sich vom südwestlichen Mauretanien über Senegal, Mali, Burkina Faso, die Elfenbeinküste, Niger, das nordöstliche Nigeria bis zum Tschad und Zentral-Sudan.

## Lebensraum
Die Saviletrappe bewohnt Gebüsche und lichtes Waldland, Dickichte neben ausgetrockneten Tümpeln, Rodungen sowie flaches Buschland, das von Gräsern der Gattung Aristida sowie von Akazien dominiert ist.

## Lebensweise
Über das Verhalten der Saviletrappe bei der Nahrungssuche liegen keine Informationen vor. Vermutlich ist es dem der Rotschopftrappe ähnlich. Im westlichen Teil des Verbreitungsgebiets ist die Brutzeit von September bis Oktober. Im Tschad wurde die Brutaktivität während der feuchten Jahreszeit von Juni bis August und im Sudan wurden Vögel in Brutbereitschaft zwischen Juli und September beobachtet. Das Nistverhalten ähnelt offenbar der Rotschopftrappe. Die Saviletrappe ist gewöhnlich standorttreu, jedoch ist sie während der Trockenzeit (von Dezember bis Mai) ein Besucher im Nationalpark W in Niger. Während der Regenfälle brütet sie nördlich außerhalb Nigerias.

## Status
Über den Populationsstatus liegen nur wenige Informationen vor. Die Saviletrappe soll im gesamten Verbreitungsgebiet ziemlich häufig sein. In Nigeria ist sie nicht häufig und dort auf den Nordwesten des Landes beschränkt. Sie wird in Anhang II des Washingtoner Artenschutzabkommens gelistet und von BirdLife International in die Kategorie „nicht gefährdet“ (least concern) klassifiziert.